# Pallacanestro Varese 1978-1979
Nel Campionato 1978-79 la Pallacanestro Varese sostituisce lo sponsor principale; abbandonato il marchio Mobilgirgi, il presidente Guido Borghi, figlio di Giovanni e proprietario del marchio Emerson, affianca il nome dell'azienda a quello della squadra.
L'allenatore, Nico Messina abbandona temporaneamente la pallacanestro per dedicarsi al calcio. Il suo posto viene assunto da Edoardo "Dodo" Rusconi, che pur figurando nella rosa dei giocatori non parteciperà più in questa veste. Ivan Bisson cessa l'attività agonistica, Marino Zanatta si trasferisce all'All'Onestà Milano e Stefano Bechini al Hurlingham Trieste in Serie A2.
I cambiamenti in campionato decisi dalla Federazione sono radicali; ai play-off accedono direttamente le prime sei classificate di A1 e le vincenti degli scontri diretti tra settima e ottava della massima serie contro le prime due classificate della serie A2.
Concluso il campionato in prima posizione, la Pallacanestro Varese conclude il girone finale al terzo posto.
In Coppa Europa la finale di Grenoble viene persa dalla compagine varesina contro il Bosna Sarajevo.

## Rosa 1978/79
- Mauro Buzzi Reschini
- Enzo Carraria
- Fabio Colombo
- Riccardo Caneva
- Marco Dellacà
- Dino Meneghin
- Bob Morse
- Aldo Ossola
- Giuseppe Gergati
- Edoardo Rusconi
- Diego Tosarini
- Charlie Yelverton
- Maurizio Gualco
- Allenatore:
  -  Edoardo Rusconi

## Statistiche
| COMPETIZIONE        | GIOCATE | VINTE | PERSE | F    | S    | PIAZZAMENTO |  |
| CAMPIONATO completo | 31      | 21    | 10    | 2551 | 2449 | 3           |  |
| TORNEI E AMICHEVOLI | 23      | 18    | 5     | 2034 | 1628 | -           |  |
| COPPA EUROPA        | 15      | 11    | 4     | 1367 | 1152 | 2           |  |

## Fonti
- "Pallacanestro Varese 50 anni con voi" di Augusto Ossola